# Marca de Carniola

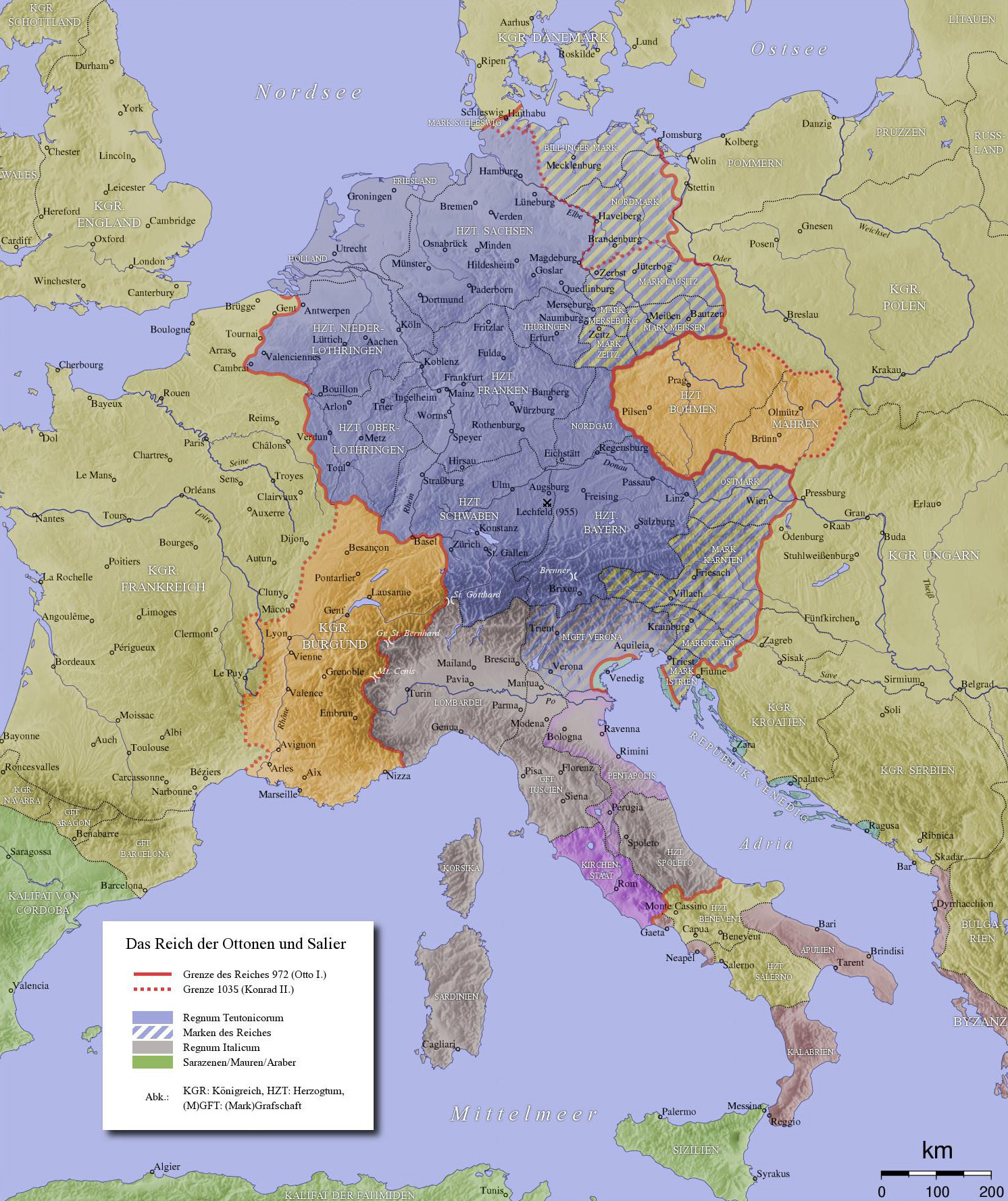
Marca de Carniola (Mark Krain) din sud-est (partea inferioară dreapta) în cadrul Sfântului Imperiu Roman în secolul al X-lea.

Marca de Carniola  (în slovenă Kranjska krajina; în germană Markgrafschaft Krain) a reprezentat un teritoriu aflat la granița din sud-estul Sfântului Imperiu Roman în Evul Mediu timpuriu, predecesor al Ducatului de Carniola. Acest teritoriu corespunde în mare cu regiunea Carniolei centrale, astăzi în Slovenia. Marca de Carniola era importantă deoarece reprezenta frontiera de apărare împotriva Regatului ungar și a Regatului Croației.

### Întemeierea
Marca de Carniola de pe versantul estic al Alpilor Iulieni datează probabil din secolul al IX-lea, când s-ar fi format alături de mărcile de Carintia, Istria și Pannonia. Cele mai sudice dintre acestea, Carintia și Carniola, au constituit principala arie expusă raidurilor invadatorilor maghiari. În 952, Carniola a fost trecută sub autoritatea ducilor de Bavaria, ca și Carintia, Istria și Friuli. În 976, împăratul Otto al II-lea l-a numit pe nepotul său, Otto de Suabia, duce de Bavaria și a separat marca de Ducatul bavarez. El a transformat Carintia în ducat pentru Henric "cel Tânăr" din dinastia bavareză a Luitpoldingilor, care a activat ca un fel de "conducător al poliției de frontieră", controlând mărcile de Istria, Verona (Friuli) și Carniola.
În 1040 regele romano-german Henric al III-lea a separat Carniola de Ducatul de Carintia și a conferit în schimb celui din urmă Marca Vindica. Motivul acestei separări a constat parțial în considerente de ordin militar și parțial în separația originară a regiunii, dat fiind că nivelul colonizării germane diferea de cel din Carintia de la nord de munții Karawanken. În plus, Carniola, deși fusese populată în principal cu bavarezi, cu minoritate de locuitori proveniți din Suabia, își menținea caracterul slav, în vreme ce cea mai mare parte din Carintia a adoptat cultura germană. Cele mai proeminente dintre familiile provenite din Bavaria erau Hoflein, Stein, Hertenberg, Reydeck și Rabensberg, în vreme ce cele din Suabia erau Auersperg, Osterberg și Gallenberg.
Inițial, marca era mărginită de Carintia și de Marca de Stiria la nord, de Croația și regiunea Slavonia la răsărit, Istria și Dalmația spre sud, și Friuli, Gorizia, Udine și Gradisca la vest. Teritoriul Carniolei era legat neoficial de celelalte mărci din sudul Imperiului prin ceea ce se numeea "complexul austriac", ca urmare a supremației pe care Austria a dobândit-o imediat asupra celorlalte regiuni. Datorită acestei coeziuni informale, Carniola era mai degrabă o regiune geografică decât un întreg și adeseori a fost reținută în combinație cu vecinele sale. Cu toate acestea, statutul său de marcă situată în extremitatea sudică i-a ajutat să își mențină privilegiul de marcă până în secolul al XIII-lea și multă vreme ulterior celorlalte regiuni, în special față de Friuli.

### Dominația patriarhatului de Aquileia
La 11 iunie 1077 Carniola și Istria au fost transferate de către regele Henric al IV-lea sub dominația puternicului Patriarhat de Aquileia. Totuși, margrafii de Carniola erau încă numiți, iar teritoriul era administrat ca provincie separată. După stingerea dinastiei thuringiene cu centrul la Weimar după moartea margrafului Ulric al II-lea din 1112 (este posibil ca el să fi renunțat la poziție încă din 1107 sau 1108), patriarhii de Aquileia au preluat guvernarea teritoriului, în pofida rezistenței casei de Sponheim, care trecuse la conducerea Ducatului de Carintia de la 1122. Patriarhii au divizat teritoriul în câteva puternice fiefuri, dintre care cele mai proeminente erau cele ale conților de Andechs (ulterior, duci de Merania), dinastia Meinhardinilor din Gorizia și conții de Celje.
În secolul al XII-lea, Republica Veneția și-a extins treptat stăpânirea asupra litoralului Istriei, iar Carniola a preluat controlul asupra a ceea ce mai rămăsese din Marca de Istria, în jur de Pazin (Mitterburg). Curând, Carniola s-a extins asupra platoului Kras și se afla în posesia a două mici ieșiri la mare, la Golful Trieste și Golful Kvarner. De asemenea, ea ajungea la valea râului Isonzo. Această modificare în constituția sa geografică a fost însoțită de interesul crescând al puterilor din regiune. În 1245, patriarhul Berthold de Aquileia a acordat Carniola Casei de Babenberg, în persoana ducelui Frederic al II-lea de Austria, având în acest sens consimțământul regal.

### Dominația boemă
În jur de 1254, Carniola și-a pierdut privilegiile sale ca marcă. Atunci cînd Frederic al II-lea de Austria a murit în 1246, Carniola a trecut în stăpânirea ultimului duce din casa de Sponheim, Ulric al III-lea de Carintia, un văr al patriarhului de Aquileia. Politica lui Ulric a condus la dezboltarea Carniolei, înzestrând multe zone cu biserici și întemeind o monetărie la Kostanjevica. Prin testament, el a lăsat posesiunile sale regelui Ottokar al II-lea al Boemiei, din dinastia Přemyslid, în 1268. De asemenea, Ottokar a achiziționat și Austria cu Ducatul de Stiria, iar după moartea lui Ulric din 1269 a atașat Carintia și Carniola la coroana sa, care deja se întindea până la Königsberg, pe care îl întemeiase în vederea Cruciadei din Prusia. Astfel, Carniola a devenit cea mai sudică posesiune pe o linie care se desfășura de la Marea Adriatică până la Marea Baltică.
În 1273 Ottokar a fost angrenat într-o dispută cu contele Rudolf de Habsburg în chestiunea alegerii regelui romanilor. În anul următor, Rudolf și adunarea de la Nürnberg a solicitat ca toate fiefurile obținute în timpul interregnum-ului de după moartea împăratului Frederic al II-lea de Hohenstaufen din 1250 să fie restituite Coroanei imperiale, o solicitare care urma să se aplice asupra Austriei, Carintiei și Carniolei. Ottokar a refuzat, însă a fost în cele din urmă pus sub interdicția imperială în 1276 și forțat să cedeze teritoriile în cauză, reținând doar Boemia și Moravia. Sub Habsburgi, Carniola a devenit frontiera împotriva Veneției înspre vest, în vreme ce frontiera sa răsăriteană cu Ungaria se menținea stabilă.

### Stăpânirea austriacă
Rudolf I a oferit Carniola fiilor săi, Albert I și Rudolf al II-lea în 1282, după o întâlnire desfășurată la Augsburg, însă Carniola a fost concedată aliatului său, contele Meinhard al II-lea de Gorizia-Tirol, duce de Carintia de la 1286. Ea a rămas sub dinastia Meinhardinilor până în timpul ducelui Henric al VI-lea de Carintia, decedat în 1335. Regele Ioan I al Boemiei a renunțat la drepturile sale asupra moștenirii, așa încât ducii Otto și Albert al II-lea de Austria au obținut Carniola, în ciuda unui acord pe care Henric al VI-lea îl încheiase cu împăratul Ludovic al IV-lea de Wittelsbach, în virtutea căruia fiicele sale, Adelaida și Margareta de Tirol ar fi moștenit teritoriul.
Fiul lui Albert, ducele Rudolf al IV-lea de Austria a declarat Carniola ca ducat în 1364, deși acest lucru, ca și revendicarea sa asupra titlului de "Arhiduce de Austria", nu a fost confirmat decât mult mai târziu, în 1590. Prin Tratatul de la Neuberg din 1379, Carniola a fost atașată posesiunilor din Austria Interioară ale dinastiei de Habsburg.

## Lista margrafilor de Carniola
- Poppo I, 1040–1044, conte de Weimar, de asemenea margraf de Istria de la 1012
- Ulric I, 1045–1070, fiu, conte de Weimar, de asemenea margraf de Istria de la 1060
- Poppo al II-lea, 1070–1098, fiu, de asemenea margraf de Istria de la 1096
  - Ulric al II-lea, 1098–1107, frate, conte de Weimar, de asemenea margraf de Istria

### Casa deSponheim
- Engelbert I, 1107–1124, de asemenea margraf de Istria și duce de Carintia de la 1122
- Engelbert al II-lea, 1124–1173, fiu, de asemenea margraf de Istria, margraf de Toscana (1135-1137) și duce de Spoleto (1135-1137)

### Casa conților deAndechs
- Berthold I, 1173–1188, de asemenea margraf de Istria
- Berthold al II-lea, 1188–1204, fiu, de asemenea margraf de Istria și duce de Merania
- Henric, 1204–1228
- Otto I, 1228–1234, de asemenea margraf de Istria, duce de Merania și conte palatin de Burgundia
- Otto al II-lea, 1234–1248, de asemenea margraf de Istria, duce de Merania și conte palatin de Burgundia

### Casa de Babenberg
- Frederic al II-lea cel Certăreț, 1245–1246, de asemenea, arhiduce de Austria și duce de Stiria de la 1230

### Casa deSponheim
- Ulric al III-lea, 1248–1269, de asemenea duce de Carintia de la 1256

### Dinastia Přemyslid
- Ottokar al II-lea, 1269–1276, de asemenea rege al Boemiei, arhiduce de Austria, duce de Stiria și duce de Carintia

### Casa de Habsburg
- Rudolf I, 1276–1286, de asemenea, rege al romanilor) de la 1273; arhiduce de Austria, duce de Stiria și duce de Carintia până la 1282

### Dinastia Meinhardinilor
- Meinhard al II-lea, 1286–1295, de asemenea conte de Gorizia-Tirol de la 1258 și duce de Carintia
- Henric, 1295–1335, fiu, de asemenea rege al Boemiei în 1306 și 1307-1310, duce de Carintia și conte de Tirol

### Casa de Habsburg
- Albert al II-lea, 1335–1358, nepotul lui Rudolf I, de asemenea arhiduce de Austria și duce de Stiria de la 1330, de asemenea duce de Carintia
- Rudolf al IV-lea, 1358–1364, fiu, de asemenea arhiduce de Austria, duce de Stiria, duce de Carintia, conte de Tirol de la 1363
  - autoproclamat "duce de Carniola" în 1364.